# Andrea Rothfuss
Andrea Rothfuss (født 20. oktober 1989) er en tysk funktionshæmmet alpint skiløber. Hun blev født uden venstre hånd.